# Daniela Florenzano
Daniela Florenzano (Bragança Paulista, 18 de março de 1983) é uma jornalista, âncora e comentarista. Atualmente trabalha na Rádio Trânsito.
Foi vencedora da categoria "Âncora de Rádio" na 6° edição do Troféu Mulher Imprensa, em 2010, pela Rádio Sulamérica Trânsito . 

## Carreira
Começou sua carreira em um estágio na Rádio Bandeirantes, de novembro de 2004 a março de 2006. Durante seu mestrado, foi repórter da Rádio USP, até junho de 2006.
De janeiro a julho de 2006 foi jornalista responsável na Oliver Company, onde atuou como repórter, redatora, editora e revisora. Na sequência acumulou duas funções: Foi repórter na All TV e gerente de conta do Unibanco.
Se tornou âncora e repórter na Rádio SulAmérica Trânsito. Ficou lá por três anos e meio, começando em fevereiro de 2007. 
Em 2008, retornou como âncora para uma nova atração da rádio: o programa Faixa Alternativa, com reportagens e séries especiais, que vai ao ar de segunda a sexta-feira. Em 2010, abandonou o cargo.

Também como âncora, migrou para a rádio Bandnews Fm, onde ficou até outubro de 2012, quando voltou à Sulamérica Trânsito em 29 de outubro de 2012.